# 成贤娥
成贤娥（1975年7月20日—）是 大韩民国的演员，1994年韩国小姐。

## 生平
成贤娥在曾担任大企业董事的父亲身边度过了童年时光。先后就读于首尔白云初等学校、宣德中学、英勋高中。高中毕业后，她从事模特工作，并参加了1994年韩国小姐大赛，在光州全南预选赛中获得“真”（韩国小姐选拔通常分“真”“善”“美”等奖项，“真”为最高奖项之一），在总决赛中获得“美”。此后，她开始涉足演艺事业。
2002年，成贤娥因涉嫌吸食摇头丸（一种毒品）被拘留，演艺活动随之中断。之后，她在2004年出演电影《女人是男人的未来》，该片入围戛纳电影节，她也凭借此片成功复出；2006年，她通过SBS电视剧《某一天突然》回归小荧屏。
2010年，成贤娥与比自己大6岁的企业家再婚，并生下一个儿子，但由于再婚丈夫的事业发展不顺，两人陷入分居状态，此后她饱受严重的生活困境折磨。2013年，她因涉嫌性交易被起诉，一审和二审均被判处200万韩元罚款。之后在2016年，最高法院判决其无罪，但在此过程中，她遭到MBC电视台的出演禁令。此后，她在2018年通过KBS2TV的电视小说（韩国特有的电视剧类型，多为长篇叙事）暨晨间剧《波濤啊，波濤啊》回归电视荧屏。

## 演艺活动

### 电视剧
| 年份 | 电视台  | 剧名                                      | 角色          |
| ---- | ------- | ----------------------------------------- | ------------- |
| 1994 | KBS 2TV | 愛的問候                                  | 郑海仁        |
| 1995 | MBC     | MBC最佳剧场 - 阿德莱德                    | 蔡英          |
| 1996 | SBS     | 男人大探险                                | 柳孟熙        |
| 1996 | SBS     | 成长感觉18岁                              | 国语教师      |
| 1997 | SBS     | LA 阿里郎                                 |               |
| 1997 | SBS     | SBS 70分钟电视剧-提着包的男人             |               |
| 1997 | KBS 2TV | 热恋                                      | 金彩元        |
| 1998 | MBC     | 三个男人三个女人                          |               |
| 1998 | KBS 2TV | 金昌完的故事三篇                          |               |
| 1998 | MBC     | 看了又看                                  | 李承美        |
| 1998 | MBC     | 广告桶                                    | 尹素拉        |
| 1999 | SBS     | 水晶                                      | 尹熙          |
| 1999 | MBC     | 怕看见眼泪                                | 金智恩        |
| 1999 | MBC     | 许浚                                      | 医女素贤      |
| 1999 | MBC     | 因为你                                    | 张世美        |
| 1999 | MBC     | MBC 最佳剧场 - 开往凯库拉的火车           | 秀珍          |
| 2001 | iTV     | 口红                                      | 成贤娥        |
| 2001 | KBS 2TV | 双胞胎家                                  |               |
| 2001 | SBS     | SBS开台电视剧 男与女 - 我和海德先生结婚了 | 英惠          |
| 2006 | SBS     | 某一天突然                                | 吴宥兰        |
| 2007 | MBC     | 李算                                      | 和缓翁主      |
| 2007 | MBC     | 坏女人好女人                              | 尹瑞京        |
| 2009 | SBS     | 自鸣鼓                                    | 松梅雪秀      |
| 2010 | MBC     | 欲望的火花                                | 南爱利        |
| 2018 | KBS 2TV | 波濤啊，波濤啊                            | 千金金        |
| 2020 | SBS     | 火鸟2020                                  | 崔明华/白顺珠 |

### 电影
- 1997年 《哈利路亚》...卢宥拉
- 2002年 《老板登陆作战》...名品女
- 2004年 《女人是男人的未来》...朴善华
- 2004年 《红字》...智敬熙
- 2005年 《大提琴 - 洪美珠一家杀人事件》...洪美珠
- 2005年 《爱人》...女人
- 2006年 《客人是王》...全妍玉
- 2006年 《时间》...世熙
- 2016年 《网》...转向团队负责人

## 演艺外活动

### 电视节目
- 1995年 MBC《名人歌谣招待席》 MC（主持人）
- 1995年 KBS2《幸运的周日特级》 MC
- 1996年 KBS1《电视承载爱》 嘉宾
- 1997年 SBS《世界体验 全力以赴》 MC
- 1997年 HBS《寻找真相》 MC
- 1999年 Catch One《Catch One 电影世界》 MC
- 2009年 tvN《Scandal 2.0》 MC

### 专辑
- 2004年 A.One（组合名） - 《Turn It Up》

## 获奖经历
- 1994年 韩国小姐光州-全南赛区“真”
- 1994年韩国小姐“美”、最上镜奖
- 1994年 国际小姐最上镜奖
- 2007年 第10届马拉加国际奇幻电影节 最佳女演员奖